# Colart de Brimeu

Wappen der Brimeu

Colart de Brimeu, genannt Florimond III. († 29. Juli 1442), Herr von Maizicourt, war Gründungsmitglied des Ordens vom Goldenen Vlies.

## Leben

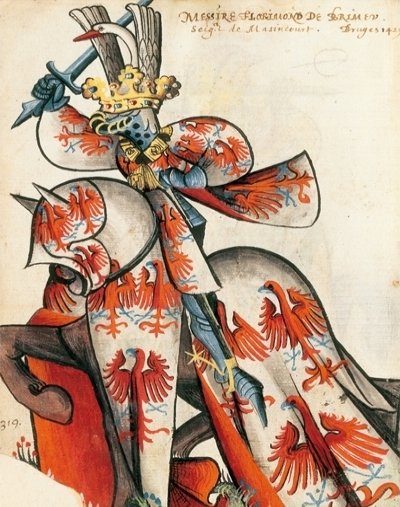
Florimond de Brimeu im "Grand armorial équestre de la Toison d'or" (Manuskript Bibliothèque nationale de France, Arsenal 4790)

Colart de Brimeu aus dem Haus Brimeu war der Sohn von Guillaume III., genannt Florimond II. (X 1408), und Marie de Sains. Er war Seneschall und Gouverneur des Ponthieu und Panetier (Brotmeister) des Herzogs von Burgund. Am 10. Januar 1430 machte ihn Philipp der Gute mit dem Diplom Nr. 17 zu einem der 25 Gründungsmitglieder des Ordens vom Goldenen Vlies. Florimond III. war der Neffe von David de Brimeu (Nr. 7) und Jacques de Brimeu (Nr. 19), die ebenfalls zu den Gründungsmitgliedern des Ordens gehören. In einem Prozess im Jahr 1435 setzte Florimond durch, dass sein Onkel David nicht das ursprüngliche Wappen der Brimeu führen durfte.

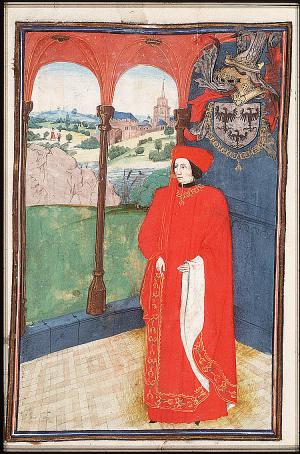
Florimond de Brimeu im "Statuts, Ordonnances et Armorial de l'Ordre de la Toison d'Or"

Er heiratete Jeanne d’Occoches, Tochter von Hue d’Occoches und Jeanne d’Aigneville. Nachkommen des Paares sind nicht bekannt.